# Association Sportive Olympique de Chlef 2008-2009

## Rosa
| N. |                    | Ruolo | Calciatore                 |
| -- | ------------------ | ----- | -------------------------- |
| 1  | Algeria (bandiera) | P     | Lazrag Benfissa            |
| 18 | Algeria (bandiera) | P     | El Aid Maamar Kouadri      |
| 19 | Algeria (bandiera) | P     | Abed Sennouci              |
| 3  | Algeria (bandiera) | D     | Ahmed Benhenni             |
| 4  | Algeria (bandiera) | D     | Omar Slimi                 |
| 13 | Algeria (bandiera) | D     | Ilès Ziane Cherif          |
| 17 | Algeria (bandiera) | D     | Moussa Mekioui             |
| 20 | Algeria (bandiera) | D     | Farid Cheklam              |
| 23 | Algeria (bandiera) | D     | Kada El Hadjari            |
| 26 | Algeria (bandiera) | D     | Sabri Gharbi               |
| 30 | Algeria (bandiera) | D     | Samir Zaoui                |
| 6  | Algeria (bandiera) | C     | Sid-Ali Abbou              |
| 8  | Algeria (bandiera) | C     | Noureddine Fellague Chebra |

| N. |                           | Ruolo | Calciatore              |
| -- | ------------------------- | ----- | ----------------------- |
| 10 | Algeria (bandiera)        | C     | Mohamed Messaoud        |
| 12 | Camerun (bandiera)        | C     | Joël Moïse Babanda      |
| 14 | Algeria (bandiera)        | C     | Mohamed Zaouche         |
| 15 | Costa d'Avorio (bandiera) | C     | Youssouf Sidibe         |
| 21 | Algeria (bandiera)        | C     | Belkacem Niati          |
| 22 | Algeria (bandiera)        | C     | Kheireddine Selama      |
| 25 | Algeria (bandiera)        | C     | Mohamed Badni           |
| 2  | Algeria (bandiera)        | A     | El Arbi Hillel Soudani  |
| 7  | Algeria (bandiera)        | A     | Karim Ali Hadji         |
| 9  | Camerun (bandiera)        | A     | Paul Emile Biyaga       |
| 11 | Algeria (bandiera)        | A     | Bouabdellah Daoud       |
| 27 | Algeria (bandiera)        | A     | Hamid Chahloul          |
| -  | Algeria (bandiera)        | A     | Salah Kaddour Guettaoui |